# Thomas Toffel
 (décembre 2024).
La mise en forme du texte ne suit pas les recommandations de Wikipédia : il faut le « wikifier ».
Les points d'amélioration suivants sont les cas les plus fréquents. Le détail des points à revoir est peut-être précisé sur la page de discussion.
- Les titres sont pré-formatés par le logiciel. Ils ne sont ni en capitales, ni en gras.
- Le texte ne doit pas être écrit en capitales (les noms de famille non plus), ni en gras, ni en italique, ni en « petit »…
- Le gras n'est utilisé que pour surligner le titre de l'article dans l'introduction, une seule fois.
- L'italique est rarement utilisé : mots en langue étrangère, titres d'œuvres, noms de bateaux, etc.
- Les citations ne sont pas en italique mais en corps de texte normal. Elles sont entourées par des guillemets français : « et ».
- Les listes à puces sont à éviter, des paragraphes rédigés étant largement préférés. Les tableaux sont à réserver à la présentation de données structurées (résultats, etc.).
- Les appels de note de bas de page (petits chiffres en exposant, introduits par l'outil «  Source ») sont à placer entre la fin de phrase et le point final[comme ça].
- Les liens internes (vers d'autres articles de Wikipédia) sont à choisir avec parcimonie. Créez des liens vers des articles approfondissant le sujet. Les termes génériques sans rapport avec le sujet sont à éviter, ainsi que les répétitions de liens vers un même terme.
- Les liens externes sont à placer uniquement dans une section « Liens externes », à la fin de l'article. Ces liens sont à choisir avec parcimonie suivant les règles définies. Si un lien sert de source à l'article, son insertion dans le texte est à faire par les notes de bas de page.
- La présentation des références doit suivre les conventions bibliographiques. Il est recommandé d'utiliser les modèles {{Ouvrage}}, {{Chapitre}}, {{Article}}, {{Lien web}} et/ou {{Bibliographie}}. Le mode d'édition visuel peut mettre en forme automatiquement les références.
- Insérer une infobox (cadre d'informations à droite) n'est pas obligatoire pour parachever la mise en page.

Pour une aide détaillée, merci de consulter Aide:Wikification.
Si vous pensez que ces points ont été résolus, vous pouvez retirer ce bandeau et améliorer la mise en forme d'un autre article.
 (janvier 2025).
Thomas Toffel (né le 3 mai 1991) est un pilote de course suisse, qui participe à la NASCAR Whelen Euro Series,.

## Jeunesse
Thomas Toffel est né le 3 mai 1991 à Fribourg, en Suisse,. Il a découvert la course de pocket bike grâce à son cousin et a ensuite fait la transition vers les courses automobiles, participant à des compétitions de voitures de tourisme et de Legends Cars,.

## Carrière professionnelle
En 2006, Toffel participe au Championnat de Suisse de Pocket Bike. En 2009, il concourt au Championnat d'Europe et remporte le titre de champion suisse. L'année suivante, il termine vice-champion suisse avant de se retirer de la course de pocket bike en 2011.
En 2013, Toffel fait la transition vers les courses automobiles, débutant dans la Mitjet Series France,. En 2015, Toffel a fait ses débuts internationaux en compétition lors de la saison de la FIM Superstock 1000 Cup. En participant en tant que wildcard sur la BMW S1000RR de Motos Vionnet, il est contraint à l'abandon lors de sa première course Superstock 1000. En 2016, il rejoint Motos Vionnet pour une participation à temps partiel dans le Superstock 1000,, pilotant une BMW S1000RR avec le numéro 34.
En 2022, Toffel participe à la NASCAR Whelen Euro Series avec Race Art Technology, une équipe suisse, faisant ses débuts lors des finales à Rijeka, Croatie,. En 2023, il fait la transition vers EuroNASCAR,, après plusieurs années d'entraînement en course automobile à quatre roues,,.

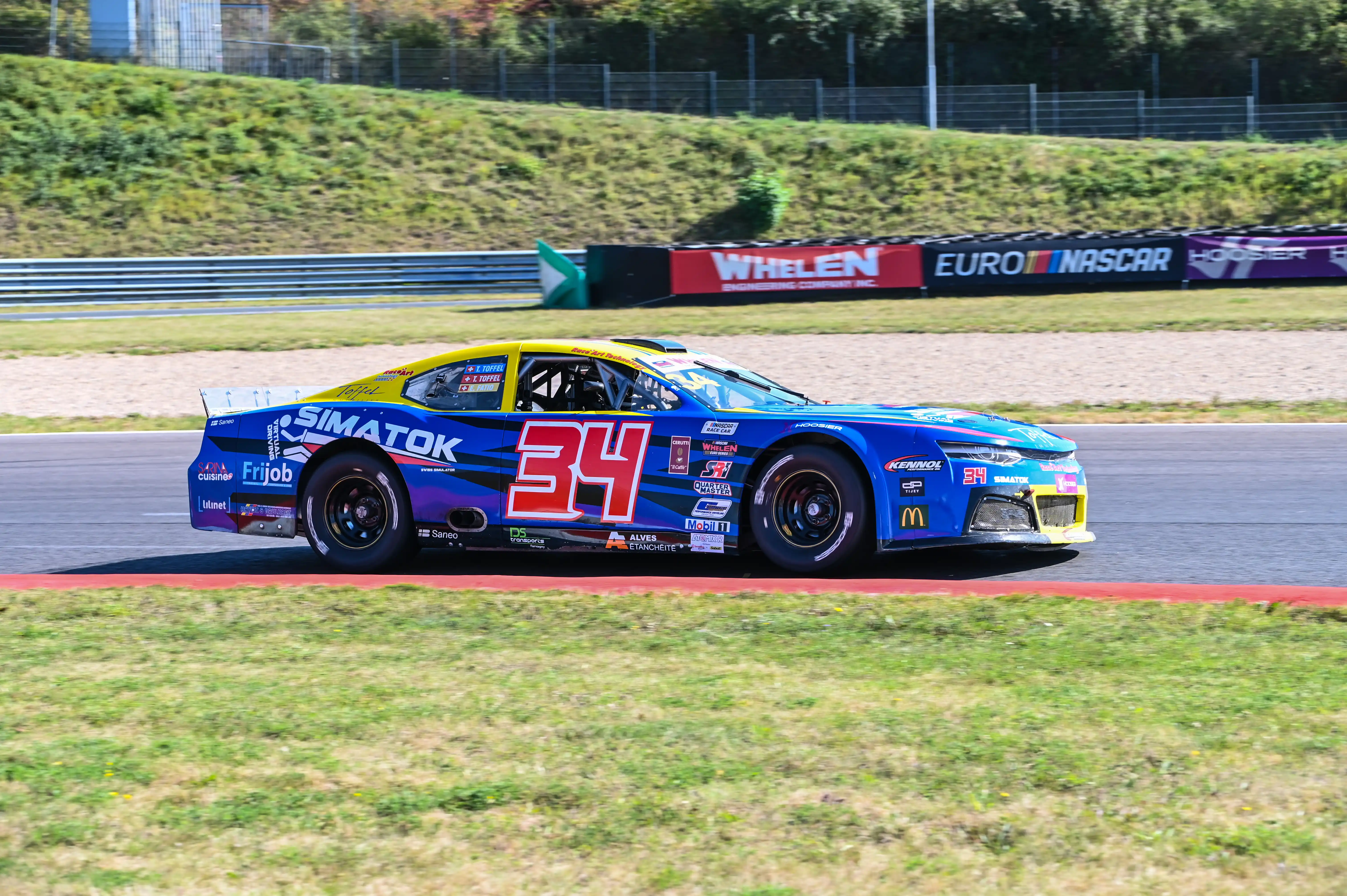
Thomas Toffel en course à Most 2024

En 2024, Toffel participe aux divisions EuroNASCAR PRO et EuroNASCAR 2 au Circuit Ricardo Tormo. Il lutte pour les premières positions en EuroNASCAR 2 et remporte le Challenger Trophy lors des deux courses EuroNASCAR PRO. Il aide son équipe à décrocher la victoire lors de la première manche du Team Endurance Championship, avec un temps total de 1:58:09.994 heures sur quatre courses, accumulant 40 points,.

## Palmarès
- 2007 : Championnat suisse de pocketbike participation partielle[16]

- 2008 : Championnat suisse de pocketbike 6 ème au classement général

- 2009 :
  - Championnat suisse de pocketbike avec un titre de champion dans ma catégorie[17]
  - Participation au championnat d’europe de pocketbike

- 2010 : Vice-champion suisse de pocketbike

- 2011 : Championnat suisse de pocketbike participation partielle

- 2013 : Championnat de courses automobiles Mitjet series France

- 2015 :
  - Participation partielle au championnat suisse moto 1000cc
  - Championnat d’europe moto superstock 1000 à cause de blessures

- 2016 : Participation partielle au championnat d’europe moto superstock 1000 à cause de blessures

- 2017-2021 : 2021 Pause de sport mécanique

- 2021 : Participation partielle au championnat suisse et iltalie de course automobile Legendcar

- 2022 :
  - Participation partiell au championnat d’Italie de Legendcar
  - Une course du championnat Euronascar

- 2023 : Championnat Euronascar en catégorie 2 et Pro

- 2024 : Championnat Euronascar en catégorie 2 et Pro 4 ème au classement général catégorie EN2[3]